# Toni Marín
Toni Marín (Premiá de Dalt, 1967) es un periodista español.

## Biografía
La mayor parte de su carrera profesional la ha ejercido en radio y televisión. Comenzó su trayectoria en Antena 3 Radio en el año 1989, cargo que ocupó hasta 1997. Tras finalizar su etapa en la emisora de Grupo Planeta, en ese mismo tiempo se incorporó a la plantilla de profesionales de Ràdio Barcelona y Cadena SER para coordinar los espacios La ventana y La ventana de verano. Además, compaginó las ondas con su paso por el canal autonómico catalán TV3 en el que permaneció un año (1997-1998). Entre octubre de 2005 y junio de 2014 dirigió y presentó el programa Matí a 4 bandes de Ràdio 4, frecuencia pública estatal de RNE, integrada en la corporación Radiotelevisión Española, así como la conducción del debate televisivo Pros i contres de 8tv (2006).
Por su labor en el espacio radiofónico Matí a 4 bandes, fue galardonado en 2011 con el Premio Ciudad de Barcelona de Comunicación así como con el APEI de Plata 2006 al mejor programa magacín.
Este 2021 lo podéis encontrar cada tarde de 15h a 18h en Ràdio Estel